# Neoleptoneta limpida
Neoleptoneta limpida là một loài nhện trong họ Leptonetidae.
Loài này thuộc chi Neoleptoneta. Neoleptoneta limpida được Willis J. Gertsch miêu tả năm 1974.